# R8C

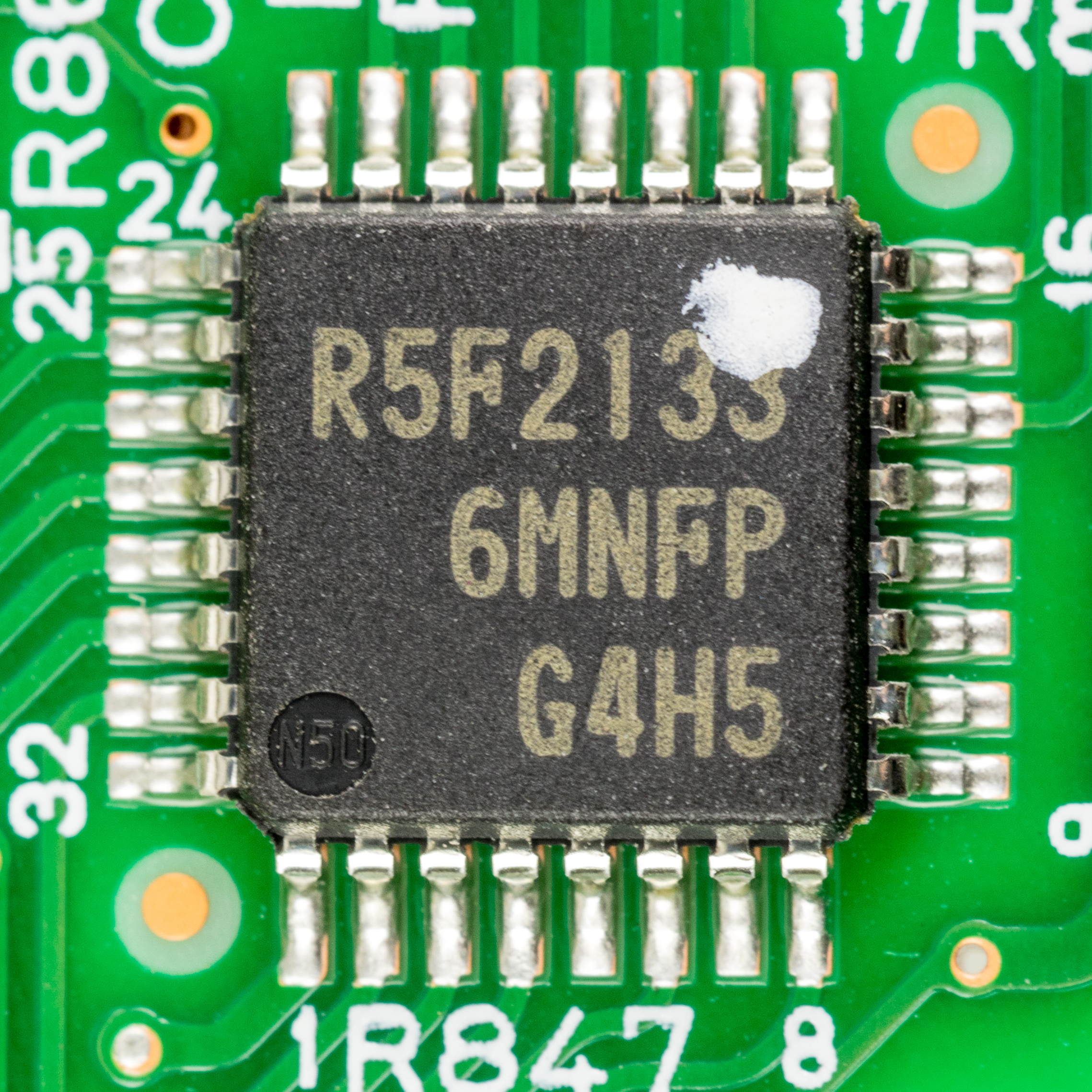
Renesas R8C/33M (R5F21336MNFP)

Le Renesas R8C est un microcontrôleur 16-bits qui a été développé en tant que version plus petite et plus économique du M16C. Il conserve l'architecture CISC 16-bits et le jeu d'instructions du M16C, la réduction de taille se faisant au détriment de la vitesse, puisque le bus interne passe de 16-bits à 8-bits. Il est disponible en différentes versions variant en mémoire flash et en SRAM.

## Familles de R8C
| Référence | Nombre de broches | Fréquence maximale | Nombre de timers                 | Entrées de capture / Comparaison | UARTs                      | Convertisseurs analogiques-numériques | Watchdog | Génération d'horloge                      | Détection d'arrêt d'horloge | Circuit Détection Voltage / Réveil sous reset | Port d'entrée/sortie | Entrée d'interruption externe | Flash de données |
| --------- | ----------------- | ------------------ | -------------------------------- | -------------------------------- | -------------------------- | ------------------------------------- | -------- | ----------------------------------------- | --------------------------- | --------------------------------------------- | -------------------- | ----------------------------- | ---------------- |
| R8C/10    | 32                | 16MHz              | 3 x 8bit avec prescaler de 8bits | 1/0 x 16 bit                     | 1 Synchrone + 1 Asynchrone | 8 x 10bits                            | oui      | Horloge principale + On-chip              | oui                         | non / non                                     | 22                   | 8                             | 0ko              |
| R8C/11    | 32                | 20MHz              | 3 x 8bit avec prescaler de 8bits | 1/1 x 16 bit                     | 1 Synchrone + 1 Asynchrone | 12 x 10bits                           | oui      | Horloge principale + On-chip (2 vitesses) | oui                         | oui / oui                                     | 22                   | 8                             | 0ko              |
| R8C/12    | 32                | 16MHz              | 3 x 8bit avec prescaler de 8bits | 1/0 x 16 bit                     | 1 Synchrone + 1 Asynchrone | 8 x 10bits                            | oui      | Horloge principale + On-chip              | oui                         | non / non                                     | 22                   | 8                             | 4ko              |
| R8C/13    | 32                | 20MHz              | 3 x 8bit avec prescaler de 8bits | 1/1 x 16 bit                     | 1 Synchrone + 1 Asynchrone | 12 x 10bits                           | oui      | Horloge principale + On-chip (2 vitesses) | oui                         | oui                                           | 22                   | 8                             | 4ko              |